# Uvaria decidua
Uvaria decidua är en kirimojaväxtart som beskrevs av Friedrich Ludwig Diels. Uvaria decidua ingår i släktet Uvaria och familjen kirimojaväxter. IUCN kategoriserar arten globalt som akut hotad. Inga underarter finns listade i Catalogue of Life.